# Бокєєви (дворянський рід)
Бокєєви або Бокеєви (рос. Бокеевы) — дворянський рід.

## Походження
Рюриковичі. Гілка Фомінсько-Березуйських князів, що втратила князівський титул. Їхнім родоначальником вважається фомінський князь Костянтин Юрійович у якого було троє синів, всі Федори Костянтиновичі:
- Князь Федір Костянтинович Большой[ru] на прізвисько Червоний — одружений з дочкою князя Федора Святославовича — Євпраксією Федорівною[ru], після того, як великий князь Симеон Іванович Гордий, після весілля відмовився від неї. Родоначальник родів: Травіних[ru], Скрябіних[ru], Осокіних[ru], Пир'євих[ru], Вепрєвих[ru] та інших.
- Князь Федір Костянтинович на прізвисько Сліпий — родоначальник дворянських родів Карпових, Долматових-Карпових[ru][1], Ложкіних, Бокеєвих.
- Князь Федір Костянтинович Меньшой[ru] — родоначальник князів Козловських, дворянських родів Ржевських[ru] та Толбузіних[ru].

Князь Федір Костянтинович (2-га гілка) мав одного сина — князя Андрія Федоровича, який пішов на службу до Тверських князів та його син князь Федір Андрійович за прозванням Короб'я (рос. Коробья) теж переїхав на службу до Твері. Його сини, які князями вже не писалися — Семен Федорович на прізвисько Бокей (родоначальник Бокеєвих) і Карп Федорович (родоначальник Карпових, Долматов-Карпових і Ложкіних).
Незадовго до підпорядкування Тверського князівства Москві розпочався виїзд тверських бояр та дітей боярських на службу до московських князів. Серед інших виїхали і сини Семена Федоровича Бокеєва.